# Légikatasztrófák (televíziós sorozat)
A Légikatasztrófák, angol címén Air Crash Investigation (jelentése: légi katasztrófák kivizsgálása) egy televíziós ismeretterjesztő sorozat, amelyet a National Geographic adó sugároz, és egy-egy a repülés történetében meghatározó légi katasztrófa előzményeit, okait, következményeit tárja elénk egy órában valós emberek beszámolói alapján. A dokumentumfilm egy-egy epizódja három részre osztható: az 1. rész a repülést, és körülményeit mutatja be kronologikusan, a 2. rész a kiváltó okokat és a kivizsgálók munkáját taglalja, míg az utolsó a szemtanúk, illetve az elhunytak családtagjainak véleményét, és az események hatását repülésbiztonság terén történt változásokat tárja a néző elé. 
A film mindig feltárja a felelősség kérdését is, és kihangsúlyozza, a katasztrófák okainak megállapítása jelentős segítséget nyújt a repülésbiztonság, a repülőgépek, a légi irányítás munkájának fejlesztésében és a további balesetek megelőzésében.

## Fordítás
- Ez a szócikk részben vagy egészben  a   Mayday (Canadian TV series) című angol Wikipédia-szócikk fordításán alapul.  Az eredeti cikk szerkesztőit annak laptörténete sorolja fel. Ez a jelzés csupán a megfogalmazás eredetét és a szerzői jogokat jelzi, nem szolgál a cikkben szereplő információk forrásmegjelöléseként.